# Acasis baikalensis
Acasis baikalensis là một loài bướm đêm trong họ Geometridae.